# Wearmouth-Jarrow Abbey
Wearmouth-Jarrow Abbey was een Engels tweelingklooster gelegen aan de rivier de Wear bij Monkwearmouth (tegenwoordig onderdeel van de stad Sunderland) en bij Jarrow aan de Tyne, in het toenmalige koninkrijk Northumbrië, nu in de regio North East England. De twee kloosters waren zo nauw verbonden dat ze, ondanks het feit dat ze ruim elf kilometer uit het elkaar lagen, als één geheel werden gezien. De formele naam is The Abbey Church of Saint Peter and Saint Paul, Wearmouth-Jarrow. Het belang van Wearmouth-Jarrow wordt weerspiegeld in de kandidatuur voor een plaats op de Werelderfgoedlijst van de UNESCO.

## Angelsaksen

### Bouw
Toen Benedictus Biscop in de tweede helft van de 7e eeuw in Northumbrië terugkwam van zijn derde reis naar Rome, waar hij op boeken- en reliekenjacht was geweest, ging hij naar het hof van koning Ecgfried om zijn schatten te tonen. De koning was dermate enthousiast dat hij uit zijn eigen bezit Benedictus een stuk land schonk ter grootte van 70 hides aan de noordoever van de monding van de Wear.
Benedictus bouwde hierop in 674 het klooster van Saint Peter. Zijn ideaal was om, met zijn kennis van- en ervaring in de Romeinse kerk in Europa, een modelklooster voor Engeland te bouwen in een gebied dat voorheen sterk onder de invloed had gestaan van het Keltisch christendom van het klooster van Mailros en Iona.
Benedictus wilde overal het beste van en haalde architecten, bouwvakkers en glazeniers uit het Frankenland om een stenen kerk te metselen in Romaanse stijl. Er werd een leer/werkplaats in Monkwearmouth opgezet om de autochtonen een vakopleiding te geven, daar de ambachten voor het bouwen in steen en het maken van glas na de Romeinse tijd grotendeels verloren waren gegaan. Na een jaar was het werk zover opgeschoten dat Benedictus de eucharistie in het nieuwe gebouw kon celebreren.

In 686 vertrok Benedictus voor de vierde keer naar het continent. Hij benoemde Ceolfried tot abt in Jarrow en zijn neef Eosterwin kreeg de leiding over Monkwearmouth.
Toen hij van Rome terugkwam had hij naast andere schatten een aantal sacrale afbeeldingen meegenomen om aan de muren van de nieuwgebouwde kerk te hangen en zo aan de hand hiervan de blijde boodschap aan de voornamelijk analfabete kerkgangers over te brengen.
Eveneens uit Rome was John, de aartscantor van de Sint-Pieter, meegekomen om de monniken de Romeinse methode van zingen, met name het gregoriaans bij te brengen.

Het klooster verkreeg op verzoek van koning Ecgfrith in 678 van Paus Agatho
dispensatie voor controle van buitenaf. De koning was in 682 dermate opgetogen over het succes van Saint Peter dat hij Benedictus meer land bij Jarrow gaf om een tweede klooster te stichten. Benedictus bouwde daarop het tweelingklooster Saint Paul, en benoemde Ceolfried tot zijn superieur, die daarvoor Wearmouth met twintig monniken, onder wie zijn jonge protegé Beda moest verlaten.

### Ceolfried

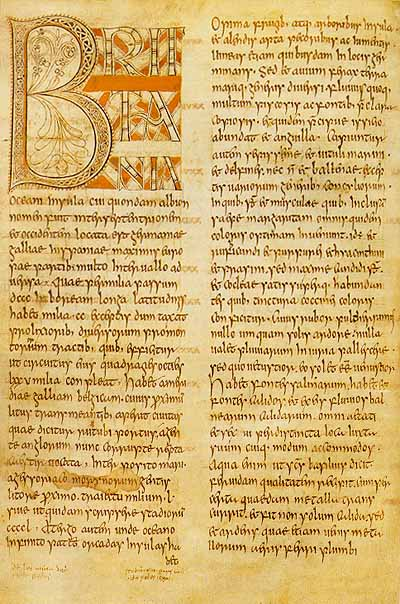
Beda Petersburgiensis

Als abt van de Abdij zette Ceolfried het werk van Benedictus zevenentwintig jaar voort. De Abbey werd verder uitgebouwd tot een centrum van studie, eruditie en het schrijven van boeken. Het aantal boeken in de bibliotheek werd verdubbeld.

Om de productie van boeken te verhogen werd een onderscheidend schrift ontwikkeld uit het Ierse insulair schrift, door continentale invloeden ontstond zodoende een eigen Minuskel. In de Angelsaksische kloosters vormde zich hieruit een eigen kunststijl: de Hiberno-Saxon stijl, die ook weer terug te vinden is in de versierde initialen van de manuscripten zoals in Beda Petersburgiensis.

Zijn belangrijkste project was drie grote Bijbels voor de Saint Peter en de Saint Paul één elk en een derde waarvan de bestemming nooit gedocumenteerd werd Het was misschien bedoeld als geschenk voor de paus, voor de koning of de aartsbisschop. Dit manuscript nam Ceolfried mee op zijn laatste reis naar Rome. Hij overleed onderweg in Langres in 716 en het manuscript ging verloren. In 1884 ontdekte Giovanni Battista de Rossi dat de Codex Amiatinus, nu in de Biblioteca Medicea Laurenziana in Florence, het manuscript van Ceolfried was. Bij zijn overlijden in 716 was de Abdij uitgegroeid tot zeshonderd broeders.

### Beda
In de tijd van hun stichting stonden de kloosters bekend als de enige centra van geleerdheid benoorden Rome in Europa. De bibliotheek die Benedictus had opgebouwd met de boeken die hij uit Rome had meegebracht zorgde ervoor dat het klooster de bakermat werd van de Engelse kunst en literatuur en daarmee toonaangevend werd in noordwest Europa. Jarrow onder Ceolfried is de plaats waar Beda zijn eerste opleiding ontving en waar hij levenslang als monnik heeft gewoond en gewerkt. Dankzij de uitgebreide bibliotheek kon Beda in de Middeleeuwen uitgroeien tot de meest gezaghebbende theoloog en historicus van Engeland. De postume invloed, in het bijzonder de Historia ecclesiastica gentis Anglorum bleek van vitale betekenis voor de voorspoed van het klooster.

In 1022 zag de priester Alfred van Westoe kans de knekels van Sint-Beda te stelen en ze naar Durham te brengen waar ze tot aan vandaag in de kathedraal bewaard worden.

## Vikingen
De gouden eeuw van Wearmouth-Jarrow begon te verbleken aan het eind van de 8e eeuw toen de Northumbrische kloosters kwetsbaar bleken voor Vikingaanvallen. Het klooster te Jarrow werd in 794 door de Denen aangevallen en geplunderd (de tweede aanval door de Vikingen in Engeland na de aanvallen op Lindisfarne in 793). Een eeuw later werd Wearmouth-Jarrow weer door dezelfde wilde heidenen aangevallen en verwoest. Er moet iets bewoonbaars zijn overgebleven of herbouwd want voordat Alfred van Westoe Beda's botten had geroofd, had hij al enkele jaren de festivals in Jarrow ter verering van Beda bijgewoond (om het terrein te verkennen?). Ofschoon de opvatting overheerst, dat in de periode tussen de Denen en de Normandiërs geen herstelwerkzaamheden zijn uitgevoerd, was (een deel van) de St Peter's Church in zo verre gerepareerd dat de kerk voor de omwonenden weer bruikbaar was.

## Normandiërs

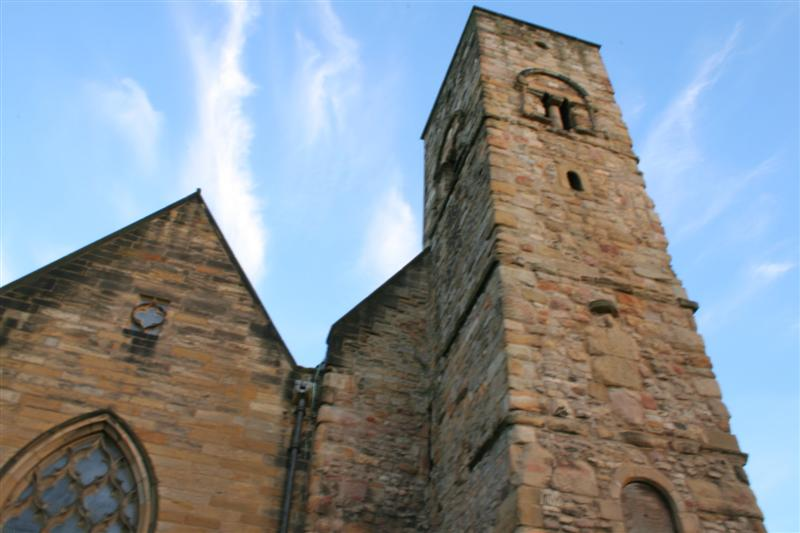
De Normandische toren van de St. Peter's te Monkwearmouth

In het begin van de Normandische verovering van Engeland, werd de kerk van Jarrow door Willem de Veroveraar aangevallen en in brand gestoken. Aan het eind van de verovering werd, tijdens een aanval door Malcolm III van Schotland, de Saint Peter platgebrand, terwijl hij zelf nota bene stond toe te kijken.
Geïnspireerd door Beda's Historia bezocht Aldwin, prior van Winchcombe Abbey, een paar jaar later de centra van de Northumbrische Angelsaksische heiligen inclusief Jarrow waar hij missen celebreerde in de Angelsaksische ruïnes. Met drieëntwintig broeders uit Evesham Abbey bouwde hij een nieuw klooster. Hoewel de west- en zuidzijde nog incompleet waren werden de broeders in 1083 teruggeroepen naar de kathedraal van Durham. Vanaf die tijd tot aan de Dissolution, was Jarrow niet meer dan een kleine cel van Durham, bewoond door één of twee monniken onder leiding van een magister. De naam van slechts twee magisters zijn bekend gebleven: Alexander Larnesley en John Norton.

## De Dissolution
De Abdij werd later tijdens de Dissolution in 1545 door Hendrik VIII van Engeland opgeheven.

De onroerende zaken van Monkwearmouth werden gegund aan Thomas Whitehead, familie van Prior Hugh Whitehead, prior (Rooms) van Durham tot 1540 om er daarna de eerste deken (anglicaans) van te worden.

## Heden ten Dage

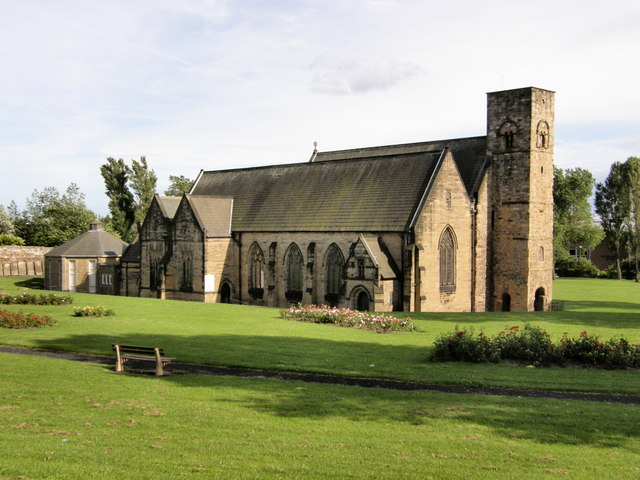
St Peter's Church te Monkwearmouth

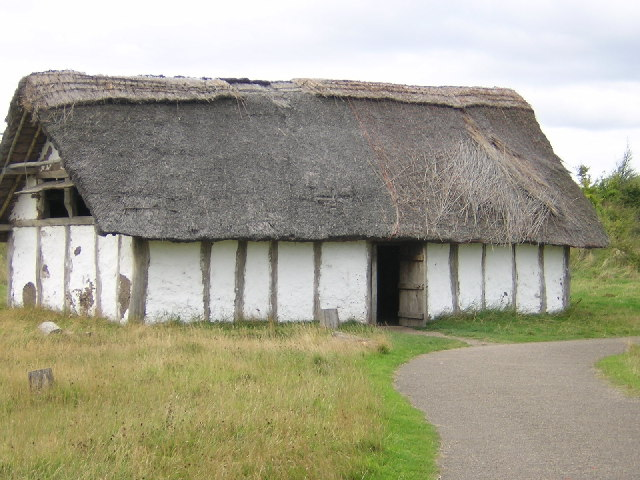
Angelsaksische boerderij op 'Bede's World'

De huidige parochiekerk van Saint Peter te Wearmouth, op de noordoever van de Wear staat op de plaats van de oude kloosterkerk en is een van de oudste gebouwen van Groot-Brittannië. De toren stamt uit de Normandische tijd. De kerk maakt nu deel uit van de parochie van Monkwearmouth, en grenst aan de St Peter's Campus van de universiteit van Sunderland.
De ruïne van het klooster van Jarrow wordt nu geassocieerd met de voormalige kloosterkerk die de tijd overleefd heeft als de St Paul. De Saksisch-Normandische middenbeuk is ingestort en vervangen door een Victoriaanse dito, het koor is nog origineel Angelsaksisch met het oudste glas-in-loodraam ter wereld, samengesteld uit opgegraven fragmenten van rond 600.

Aan de binnenkant van torenmuur, is de oorspronkelijke steen ingemetseld waarop de bouwdatum 23 april AD 685 staat gegraveerd. Behalve het koor is bovengronds niets meer van het 7e-eeuwse klooster terug te vinden, het ontwerp wordt nog gemarkeerd door stenen platen.

Het geheel is nu als monument wettelijk beschermd onder de Ancient Monuments and Archaeological Areas Act 1979.
In de buurt bij Jarrow ligt "Bede's World", een museum gewijd aan het leven en de tijd van Beda en de Angelsaksische cultuur, waaronder een werkende boerderij uit die tijd, Gyrwe (uitspraak: Jierwé') naar de Angelsaksische naam voor Jarrow, met drie reconstructies van houten gebouwen uit Northumbrië gebaseerd op archeologische vondsten.
 De boerderijdieren zijn speciaal teruggefokt om op Angelsaksische dieren te lijken; runderen waren kleiner en schapen minder gelijksoortig. Oude graan- en groentesoorten, zoals Beda en zijn broeders aten, worden er verbouwd evenals kruiden uit die tijd uit de eigen kruidentuin.

## Nog bestaande Manuscripten uit de Abbey
- Codex Amiatinus, circa 700-710
- Stonyhurst Gospel, circa 710
- Beda Petersburgiensis, tussen 731-746
- Moore Bede, circa 735